# Deutsche Schwimmmeisterschaften 1983
Die 95. Deutschen Meisterschaften im Schwimmen fanden vom 21. bis 25. Juni 1983 im Stadionbad von Hannover statt. Die Titelkämpfe dienten gleichzeitig als Qualifikationswettkampf für die Europameisterschaften 1983 in Rom. Zum ersten Mal wurden die Meister auf der Sprintstrecke über 50 Meter Freistil ermittelt. Für die sportlichen Höhepunkte dieser Titelkämpfe sorgte der 19-jährige Michael Groß mit dem Weltrekord über 200 Meter Freistil und einem Europarekord über 200 Meter Schmetterling.
| Disziplin           | Männer            | Männer                 | Männer   | Frauen            | Frauen              | Frauen   |
| Disziplin           | Name              | Verein                 | Zeit     | Name              | Verein              | Zeit     |
| ------------------- | ----------------- | ---------------------- | -------- | ----------------- | ------------------- | -------- |
| 050 m Freistil      | Bernd Hoffmeister | SG Bochum-Wattenscheid | 00:23,21 | Karin Seick       | SG Wiste            | 00:26,85 |
| 100 m Freistil      | Andreas Schmidt   | SSF Bonn 1905          | 00:50,73 | Karin Seick       | SG Wiste            | 00:57,21 |
| 200 m Freistil      | Michael Groß      | EOSC Offenbach         | 01:48,28 | Ina Beyermann     | SV Rhenania Köln    | 02:01,40 |
| 400 m Freistil      | Thomas Fahrner    | ASPTT Lyon             | 03:54,90 | Ina Beyermann     | SV Rhenania Köln    | 04:14,23 |
| 800 m Freistil      |                   |                        |          | Ina Beyermann     | SV Rhenania Köln    | 08:45,10 |
| 1500 m Freistil0    | Thomas Fahrner    | ASPTT Lyon             | 15:21,60 |                   |                     |          |
| 100 m Brust         | Frank Kleinert    | SG Bochum-Wattenscheid | 01:03,94 | Angelika Knipping | SV Nikar Heidelberg | 01:12,34 |
| 200 m Brust         | Frank Kleinert    | SG Bochum-Wattenscheid | 02:19,69 | Ute Hasse         | SSF Bonn 1905       | 02:35,18 |
| 100 m Rücken        | Stefan Peter      | SV Nikar Heidelberg    | 00:57,68 | Svenja Schlicht   | SV Nienhagen        | 01:04,04 |
| 200 m Rücken        | Nicolaj Klapkarek | SG Bochum-Wattenscheid | 02:05,56 | Svenja Schlicht   | SV Nienhagen        | 02:16,70 |
| 100 m Schmetterling | Michael Groß      | EOSC Offenbach         | 00:54,27 | Karin Seick       | SG Wiste            | 01:02,24 |
| 200 m Schmetterling | Michael Groß      | EOSC Offenbach         | 01:58,22 | Petra Zindler     | SV Rhenania Köln    | 02:12,20 |
| 200 m Lagen         | Michael Hahn      | SV Wacker Burghausen   | 02:06,69 | Petra Zindler     | SV Rhenania Köln    | 02:18,00 |
| 400 m Lagen         | Ralf Diegel       | SSF Bonn 1905          | 04:27,53 | Petra Zindler     | SV Rhenania Köln    | 04:49,12 |
| 4 × 100 m Freistil  | EOSC Offenbach    | EOSC Offenbach         | 03:28,07 | SV Rhenania Köln  | SV Rhenania Köln    | 03:54,63 |
| 4 × 200 m Freistil  | SV Rhenania Köln  | SV Rhenania Köln       | 07:34,75 | SV Rhenania Köln  | SV Rhenania Köln    | 08:20,38 |
| 4 × 100 m Lagen     | SG Darmstadt      | SG Darmstadt           | 03:51,80 | SV Rhenania Köln  | SV Rhenania Köln    | 04:21,99 |

1. 1 2 3 4 5 6 7 8 9  neuer DSV-Rekord
2. ↑  neuer Weltrekord
3. ↑  Thomas Fahrner gewann nach Zielrichterentscheid gegenüber dem zeitgleichen Stefan Pfeiffer
4. ↑  neuer Europarekord
5. 1 2 3 4 5  neuer DSV-Rekord für Vereinsmannschaften